# Raión de Naroŭlia
Naróulia (en bielorruso: Нараўлянскі раён) es un raión o distrito de Bielorrusia, en la provincia (vóblast) de Gómel. Comprende una superficie de 1 589 km². La capital es la ciudad de Naroulia.

## Demografía
Según estimación 2010 contaba con una población total de 11 371 habitantes.

## Subdivisiones
Comprende la ciudad subdistrital de Naroulia (la capital) y los siguientes cuatro consejos rurales:
- Vérbavichy
- Halouchytsy
- Kirau
- Naroulia